# تحالف السلام الفلسطيني
مركز تحالف السلام الفلسطيني هي حركة سياسية غير حزبية جاءت فكرتها في أكتوبر 2000، وتأسس فعليًا بعد المرسوم الرئاسي رقم (3) لسنة 2003. وُعين ياسر عبد ربه رئيسًا له. يضم التحالف وزراء عاملين وسابقين، وأعضاء مجلس تشريعي، وأعضاء من الأحزاب السياسية المختلفة، ورجال أعمال ومثقفين ونشطاء من المجتمع المدني وممثلين عن قطاعات المجتمع من نساء وشبيبة.

## التاريخ
أصدر ياسر عرفات رئيس اللجنة التنفيذية لمنظمة التحرير الفلسطينية ورئيس السلطة الوطنية الفلسطينية مرسومًا رئاسيًا بتاريخ 25 أبريل 2003 بشأن إنشاء مركز تحالف السلام الفلسطيني. كما قرر إحاله موظفي مركز الإعلام الحكومي إلى مركز تحالف السلام الفلسطيني.
في 16 أغسطس 2015، أصدر محمود عباس رئيس اللجنة التنفيذية لمنظمة التحرير الفلسطينية ورئيس دولة فلسطين مرسومًا رئاسيًا بتاريخ 25 أبريل 2003 بشأن حل مركز تحالف السلام الفلسطيني، وإحاله موظفيه إلى المجلس الأعلى للإعلام.

## الرؤيا والرسالة
يؤمن التحالف بحل الدولتين: دولة فلسطينية بعاصمتها القدس الشرقية على أساس حدود الرابع من يونيو عام 1967 تعيش إلى جانب دولة إسرائيل بأمن وسلام بالإرتباط مع حل عادل ومتفق علية لقضية اللاجئين الفلسطينيين.

## التمويل
يُمول التحالف ثلاث ممولين رئيسيين هم: الوكالة الأميريكية للتنمية الدولية، ومركز أولف بالما الدولي والاتحاد الأوروبي.

## وصلات خارجية
- الموقع الرسمي